# Educação em prisões

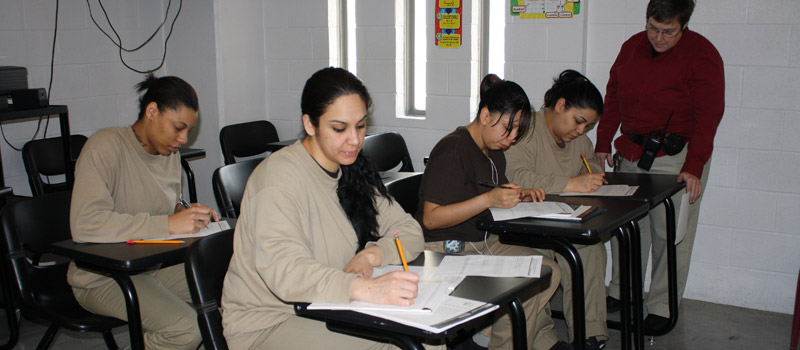
Uma aula de educação para detentas federais nos EUA

Educação em prisões é qualquer atividade educação que ocorra dentro de uma prisão. Os cursos podem incluir programas básicos de alfabetização, programas de equivalência ao ensino médio, educação profissional e ensino Superior. Outras atividades – tais como programas de reabilitação, Educação Física e programas de artesanato – também podem ser consideradas uma forma de educação prisional. Os programas são, em geral, fornecidos, geridos e financiados pelo sistema prisional, embora os detentos possam ser obrigados a pagar por programas de ensino a distância. A história e as práticas atuais na educação prisional variam consideravelmente entre os países.
Os que ingressam nos sistemas prisionais mundialmente costumam possuir, em média, níveis de educação inferiores aos da população em geral. A educação prisional frequentemente tem como objetivo tornar o detento mais apto para o mercado de trabalho após a soltura. Administrar e frequentar programas educacionais nas prisões pode ser difícil, em razão de insuficiência de pessoal e orçamento, da escassez de recursos educacionais e computadores, e das transferências de detentos entre unidades. Ademais, os prisioneiros podem ser relutantes em participar, muitas vezes em virtude de fracassos educacionais anteriores ou da falta de motivação.
Estudos demonstram de forma consistente que a educação na prisão é um meio eficaz de reduzir as taxas de recidivismo, o que resulta em economia de custos com futuras sentenças. No Reino Unido, estima-se que cada libra esterlina gasta na educação prisional acarreta uma economia de mais de duas libras para os cofres públicos, e, nos Estados Unidos, a economia é de quatro a cinco dólares para cada dólar investido. Apesar dos benefícios dos programas de educação prisional, as taxas de participação continuam baixas em muitos países, e as tentativas de aumentar o financiamento para a educação nas prisões têm sido contestadas por aqueles que afirmam que tal investimento seria um desperdício de dinheiro e que os prisioneiros não merecem esse benefício.

## História

### Europa
A história e a disponibilidade da educação prisional na Europa variam consideravelmente entre os países. Os países nórdicos possuem uma longa tradição de oferecer educação aos detentos, e a Suécia, em particular, é considerada pioneira na área. A educação prisional tornou-se obrigatória para detentos com menos de 35 anos em 1842, e a educação profissional pode ser rastreada desde pelo menos 1874, quando a prisão do condado de Uppsala contratou um carpinteiro para ensinar trabalhos em madeira aos detentos. Na Dinamarca, infratores juvenis têm acesso à educação desde a década de 1850, tendo os programas educacionais se tornado obrigatórios para eles em 1930. Prisões destinadas a adultos contam com programas educacionais desde 1866, e uma legislação que exigia a participação de todos os detentos com menos de 30 anos foi implementada em 1952. A Noruega inaugurou, em 1851, sua primeira prisão com foco na educação como forma de reabilitação.</ref> Em 1875, todas as oito prisões do país já ofereciam educação aos detentos, e, ao final do século, uma legislação garantia que qualquer prisioneiro que não tivesse concluído o ensino fundamental e o ensino médio deveria fazê-lo durante o cumprimento da pena. A partir de 2007, todas as prisões na Noruega contam com uma escola para os detentos. Na Finlândia, uma lei de 1866 garantiu que todos os prisioneiros recebessem educação primária, embora a implementação dessa determinação tenha enfrentado dificuldades práticas. Uma reforma educacional mais bem-sucedida foi realizada em 1899, permanecendo inalterada até 1975. Contudo, a Islândia, que em 2011 abrigava em média apenas 137 prisioneiros, iniciou seus programas educacionais apenas em 1971.
Entre 1939 e 1975, durante o regime de Francisco Franco, as prisões na Espanha ficaram notórias por suas condições severas e níveis elevados de repressão. Posteriormente, com o afrouxamento das atitudes, a Constituição de 1978 passou a determinar que as prisões deveriam ter como foco a reeducação, e não o trabalho forçado. Embora o acesso à universidade já existisse, um relatório de 1992 da Human Rights Watch constatou que a maioria das prisões oferecia apenas educação básica e algum treinamento profissional, além de apontar que as detentas tinham acesso mais restrito à educação do que os detentos do sexo masculino. Em 2018, a Universidade Nacional de Educação a Distância passou a ser a única instituição autorizada a oferecer ensino universitário aos detentos. Em 1976, leis na Itália asseguraram o direito dos prisioneiros à educação universitária. Contudo, os detentos não conseguiam concluir os cursos, pois as unidades prisionais não proporcionavam acesso adequado para os professores nem concediam licenças para a realização dos exames. A partir de 1986, com a flexibilização das leis, os prisioneiros passaram a ter permissão efetiva para estudar na universidade, com novos direitos sendo ampliados em 2000 e parcerias entre prisões e universidades sendo firmadas entre o início dos anos 2000 e meados da década de 2010.
O primeiro desenvolvimento significativo da educação prisional na Inglaterra ocorreu com a Lei dos Presídios de 1823 de Robert Peel (4 Geo. 4. c. 64), que determinava a oferta de aulas de leitura e escrita em todas as prisões. Apesar do reconhecimento, na década de 1850, da importância da alfabetização básica por parte dos funcionários prisionais, estes se opunham à oferta de qualquer forma de ensino superior aos prisioneiros, sob o argumento de que a educação não promoveria, por si só, uma "elevação moral". A Lei Prisional de 1877 (40 & 41 Vict. c. 21) é considerada responsável por estabelecer o sistema prisional que vigorou até os anos 1990, oferecendo apenas uma educação de natureza "estreita e seletiva". Em 1928, a maioria das prisões no Reino Unido ainda oferecia somente cursos educacionais básicos. Em 1958, embora o número de funcionários dedicados à educação tivesse aumentado, não houve avanços significativos até 1992, quando se optou por terceirizar a instrução educacional de forma competitiva. Mais de 150 organizações concorreram e, em 1994, 45 provedores educacionais atuavam em 125 prisões, oferecendo diversas modalidades de ensino, do nível secundário ao superior.
Tentativas de reabilitar prisioneiros na Rússia remontam a 1819, possivelmente a primeira da história do país. As reformas incluíam ensiná-los em "piedade e bons costumes", embora tais medidas se mostrassem inviáveis devido às condições precárias, à extrema pobreza e à carência de serviços complementares. Em vez disso, primeiro foram promovidas melhorias gerais nas condições de vida e, posteriormente, a "educação religiosa e moral" foi gradualmente implementada. Em 1918, recomendou-se que crianças em prisões russas recebessem educação juntamente com a punição. Contudo, poucos programas educacionais foram implementados, devido a agendas concorrentes entre diversas jurisdições e órgãos. Nos anos 1920, iniciativas foram tomadas nos campos do Gulag para erradicar o analfabetismo. Quase todos os campos ofereciam aulas de "educação política", e alguns também ministravam disciplinas como ciências naturais, história da cultura e línguas estrangeiras.

### América do Norte

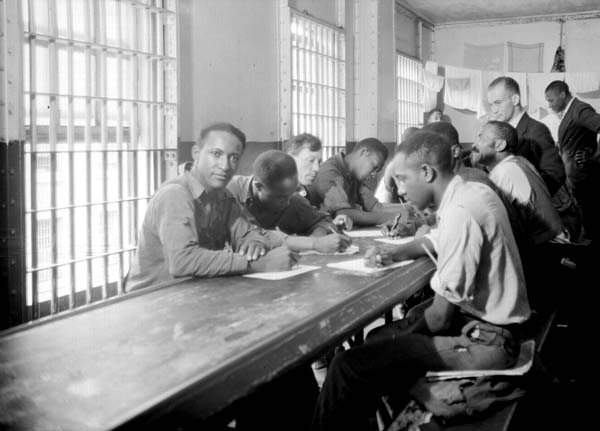
Uma aula de alfabetização para afro-americanos em Nova Orleans, 1937

Nos Estados Unidos, os detentos recebiam instrução religiosa por parte de capelãos no início do século XIX, tendo os programas seculares de educação prisional surgido primeiramente para auxiliar os detentos a ler a Bíblia e outros textos religiosos. O primeiro programa educacional de relevo, com foco na reabilitação dos detentos, foi lançado em 1876. Zebulon Brockway, superintendente do Reformatório de Elmira em Nova York, foi o pioneiro na implementação desse programa, acreditando que a educação prisional "disciplinaria a mente e a prepararia para receber ... os pensamentos e princípios que constituem cidadãos exemplares". Em 1900, os estados de Massachusetts, Ohio, Pensilvânia, Indiana, Illinois e Minnesota haviam adotado o "sistema de Elmira" de educação, e, na década de 1930, a maioria das prisões já oferecia programas educacionais. Os cursos de ensino superior surgiram somente mais tarde. Em 1960, apenas nove estados ofereciam educação em nível universitário aos detentos; em 1983, tais programas já estavam disponíveis na maioria dos estados.
O apoio e a oferta de programas educacionais variaram nos Estados Unidos conforme as políticas oscilavam entre a reabilitação e o controle do crime. Entre 1972 e 1995, os detentos podiam solicitar Pell Grant, um programa de subvenção administrado pelo Congresso dos Estados Unidos que fornecia recursos para os estudantes. Entretanto, em 1994, o Congresso dos Estados Unidos aprovou o Violent Crime Control and Law Enforcement Act, que negou as Pell Grants a pessoas encarceradas. Em consequência, em 2005, apenas cerca de uma dúzia de prisões ofereciam educação pós-secundária, em comparação com 350 no início dos anos 1990; o número em Nova York reduziu de 70 para 4. Em 2015, o presidente Barack Obama criou um programa piloto permitindo que um número restrito de detentos recebesse as bolsas Pell. Posteriormente, mais de 200 faculdades em 47 estados manifestaram interesse em oferecer programas educacionais para prisioneiros. A proibição do Pell Grant foi revogada em dezembro de 2020, restabelecendo a elegibilidade para auxílio financeiro federal a milhares de pessoas encarceradas nos Estados Unidos.
O desenvolvimento da educação prisional no Canadá acompanhou o dos Estados Unidos. Comissão Reals realizadas em 1914 e 1936 recomendaram que os programas de trabalho fossem, ao menos em parte, substituídos por iniciativas de reabilitação, incluindo a educação. Contudo, os programas educacionais só se tornaram comuns a partir da metade da década de 1940.

### Caribe
Um sistema prisional em Barbados foi estabelecido em 1945. Os programas educacionais foram oficialmente introduzidos em 1956, com ênfase na alfabetização básica e na aritmética, embora as detentas não pudessem participar até a aprovação da Lei de Reforma Prisional de 1961–66. Detentos com mais de 25 anos passaram a ter acesso aos programas somente a partir de 1990, quando Barbados adotou o mandato da Conferência Mundial sobre Educação para Todos. Esse mandato também impulsionou a oferta de educação profissional e ensino médio no sistema prisional. A República Dominicana iniciou uma reforma prisional a partir de 2003, tornando a alfabetização básica obrigatória em quase metade das 35 prisões do país – e, caso os detentos se recusassem a participar, eles eram privados de privilégios, como as visitas. Em 2012, 36 dos 268 detentos na prisão feminina de Najayo estavam cursando graduação em Direito ou Psicologia.
O acesso externo e as informações sobre as condições das prisões em Cuba após a revolução política na década de 1950 são limitados. Em 2013, o governo permitiu acesso restrito a alguns jornalistas, embora não esteja claro até que ponto essas instalações representem o sistema prisional como um todo. Entrevistas particulares não foram autorizadas, mas autoridades destacaram os programas de trabalho e estudo do sistema, que incluem o ensino de ofícios – como a carpintaria. De acordo com um relatório de 1988 do Institute for Policy Studies, os detentos recebiam educação até o nível do Nono grau, eram treinados em habilidades técnicas e até 85% da população trabalhava. A reeducação política também desempenhava um papel importante na penologia cubana.

### América do Sul
As oportunidades de educação na prisão são geralmente mais precárias na América do Sul se comparadas àquelas da Europa e da América do Norte. Os recursos destinados à educação são relativamente escassos, em razão do aumento das taxas de encarceramento e da superlotação das prisões – um subproduto, em parte, da guerra contra as drogas. Na Argentina, os programas de educação prisional começaram na década de 1950. Embora os detalhes sobre a implementação e eficácia dos programas sejam limitados, essa falta de dados é atribuída à corrupção no sistema prisional, às condições precárias de vida e aos elevados índices de violência. Em 1996, foi promulgada uma lei que garantia a prisioneiros com menos de nove anos de escolaridade básica obrigatória o direito de participar dos programas educacionais. Contudo, devido a limitações administrativas, em média apenas cerca de 25% dos prisioneiros elegíveis participavam desses programas em 2010.
Em 2009, o Brasil era considerado um dos países com políticas mais progressistas em relação à educação prisional na América do Sul. Em 1984, o Congresso Nacional do Brasil aprovou uma lei de reforma prisional que reconhecia o direito dos detentos à educação e a outros serviços, embora essa lei não tenha sido efetivamente implementada. Em 1998, enquanto algumas prisões não ofereciam educação nenhuma, outras contavam com apenas "uma fração" dos detentos estudando; por exemplo, cerca de 23% dos detentos do Presídio do Estado de São Paulo estavam matriculados em algum curso; o acesso à educação era mais facilmente garantido nas prisões femininas. Um relatório de 2002 do Tribunal de Contas da União estimou que mais de 90% do orçamento federal destinado às prisões era investido na construção de novos presídios, enquanto o financiamento para programas – incluindo os educacionais – "não se destinava a políticas consistentes, mas a iniciativas pontuais e dispersas propostas pelos estados". Em 2004, estimava-se que menos de 20% dos 400 mil detentos do Brasil tinham acesso à educação.

### Oceania

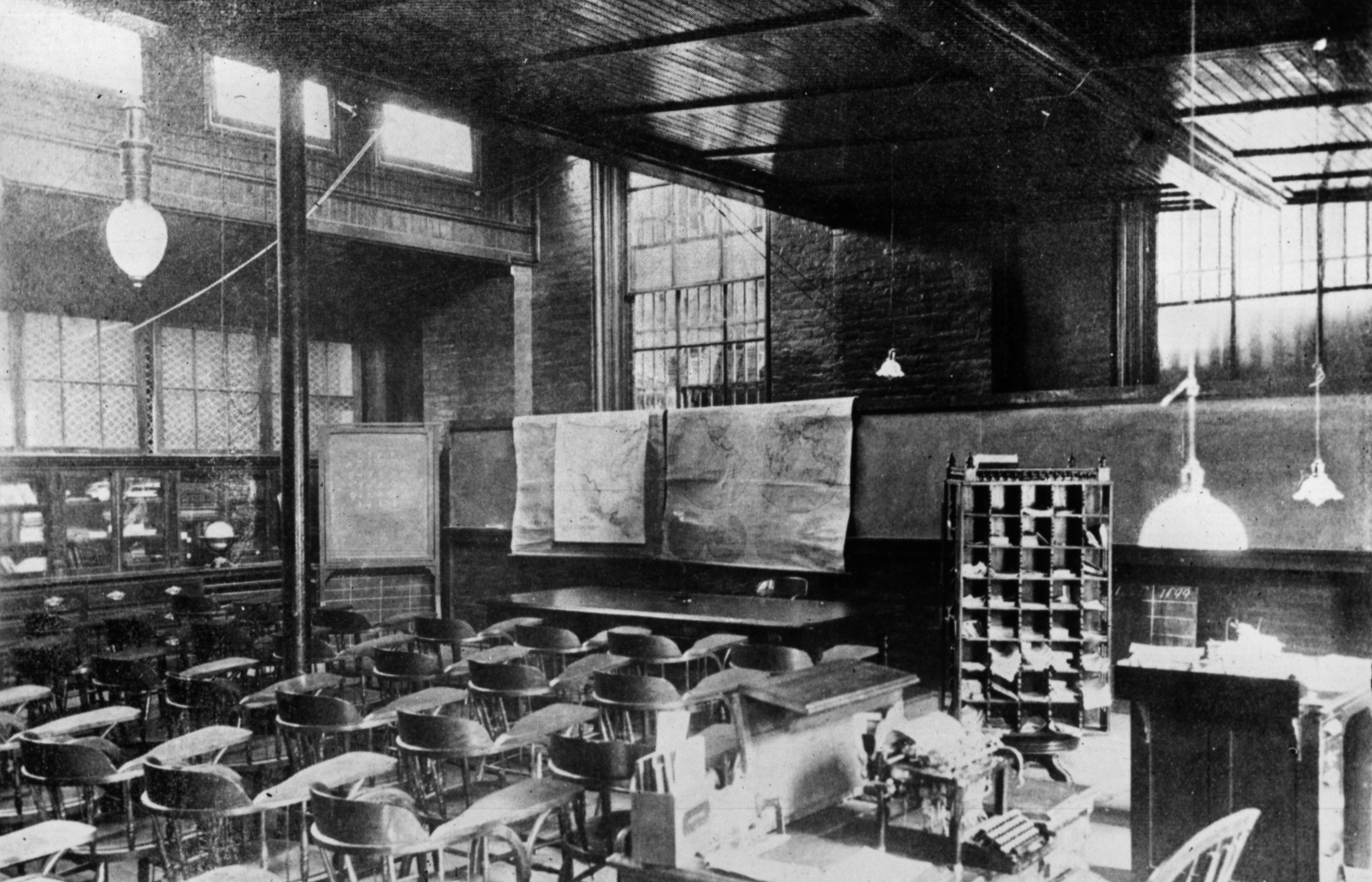
Uma sala de aula em uma prisão em Nova Gales do Sul, Austrália, c. 1900

O primeiro programa educacional formal a ser implementado no estado australiano de Nova Gales do Sul ocorreu na Penitenciária de Darlinghurst, em 1862, quando foi contratado um professor para oferecer educação elementar e educação moral a qualquer prisioneiro interessado. Anteriormente, um dos detentos já ministrava aulas para outros colegas. No início do século XX, programas básicos de alfabetização já eram comuns nas prisões australianas. Na década de 1950, todas as principais prisões do país ofereciam algum tipo de educação e treinamento, embora não mais do que 15 a 20% dos detentos pudessem participar simultaneamente, e a oferta educacional se restringisse à alfabetização básica e a cursos profissionalizantes. Em Nova Gales do Sul, em 1975, de mais de 3.500 prisioneiros, apenas 17 estavam matriculados em programas de ensino médio, e somente 18 participavam de cursos universitários ou de educação superior.
O Comitê de Referência do Senado para Emprego, Educação e Treinamento elaborou o Relatório do Senado sobre a Investigação da Educação e Treinamento em Instalações Correcionais em 1996. O relatório afirmou que a história da educação prisional na Austrália "poderia ser descrita como uma vergonha", destacando instalações precárias ou inexistentes, currículos deficientes e recursos desatualizados. Entre as recomendações para melhorar a educação nas prisões estava o desenvolvimento de uma estratégia nacional. Em 2001, essa estratégia foi lançada e, em 2006, todos os estados e territórios passaram a oferecer algum nível de educação superior aos detentos. Contudo, cada estado e território mantém o controle sobre seu próprio sistema educacional prisional, não havendo um sistema unificado nacional Isso gerou variações na forma como a educação é ofertada. Por exemplo, os detentos no Território da Capital Australiana têm permissão para utilizar laptops em suas celas para fins educacionais desde 2006, embora, em 2020, tal recurso não estivesse disponível para os prisioneiros em Nova Gales do Sul. Dessa forma, programas educacionais e de reabilitação que dependem de computadores não podem ser oferecidos nessa jurisdição.
De acordo com a Revisão Anual da Educação da Nova Zelândia, a disponibilidade e a qualidade da educação prisional no país diminuíram significativamente entre 1959 e 2005, à medida que a política governamental passava do foco na reabilitação para o da punição. Um relatório de 2005 do Ombudsman apontou "baixos níveis de atividades reabilitativas e produtivas" para os detentos na Nova Zelândia.

### Ásia
A educação prisional no Japão remonta a, pelo menos, 1871, quando foram introduzidas aulas de Ética Aplicada em uma prisão em Tóquio. As aulas de leitura e escrita passaram a ser implementadas em maior escala no sistema prisional por volta de 1881. No final da década de 1880, acreditava-se que as aulas de ética eram o aspecto mais importante da educação para os prisioneiros, e, na década de 1890, a educação passou a ser considerada uma das questões centrais do sistema prisional. Em 1910, a lei prisional japonesa determinou que a educação fosse fornecida a todos os detentos juvenis e a qualquer prisioneiro adulto considerado necessitado, estipulando de duas a quatro horas diárias para essa finalidade. Em 1952, cursos por correspondência foram introduzidos em todas as prisões e, em 1955, um ensino médio foi estabelecido na prisão juvenil de Matsumoto para detentos que não haviam completado sua educação obrigatória. A partir de 2018, esse continua a ser o único ensino médio existente no sistema prisional japonês, e detentos do sexo masculino de todo o país podem ser transferidos para lá mediante solicitação.
Na China, modificações no sistema prisional ocorreram na década de 1920, após o estabelecimento da República da China (1912–1949). Em decorrência das críticas à ausência de educação para os detentos, houve uma mudança de enfoque, passando da instrução religiosa e moral para a educação intelectual e o trabalho forçado como principais instrumentos de reabilitação. As autoridades empenharam-se em desenvolver um currículo educacional eficaz e diversificado, que, além de alfabetização e aritmética, incluía aulas de música e composição, ética popular, Confucionismo e doutrinas patrióticas e políticas – sendo que o ensino da doutrina partidária aumentou significativamente na década de 1930. Em 1981, a República Popular da China incorporou a educação prisional ao seu programa nacional de educação, ampliando significativamente o acesso dos detentos.
Na Índia, embora já no século XIX fossem relatadas necessidades na área de educação prisional, as prisões do país focavam predominantemente em medidas punitivas. Em 1983, embora já existissem programas gerais e profissionalizantes, estes eram considerados insuficientes em termos de equipe e financiamento, e os cursos oferecidos estavam desatualizados. A Universidade Nacional Aberta da Índia (IGNOU) desempenha papel fundamental na educação prisional, tendo se tornado a primeira universidade do país a operar um centro de estudos em prisão, especificamente na Tihar Jail, em 1994. Em 2010, a IGNOU contava com 52 centros de estudo em prisões, com aproximadamente 1.500 alunos; outras universidades também administravam programas educacionais nas prisões indianas. Entretanto, as matrículas permaneciam relativamente baixas, pois apenas estudantes que pagavam taxas podiam participar dos cursos. Em 2010, a IGNOU passou a colaborar com o Ministério do Interior para oferecer educação gratuita aos detentos.

### África

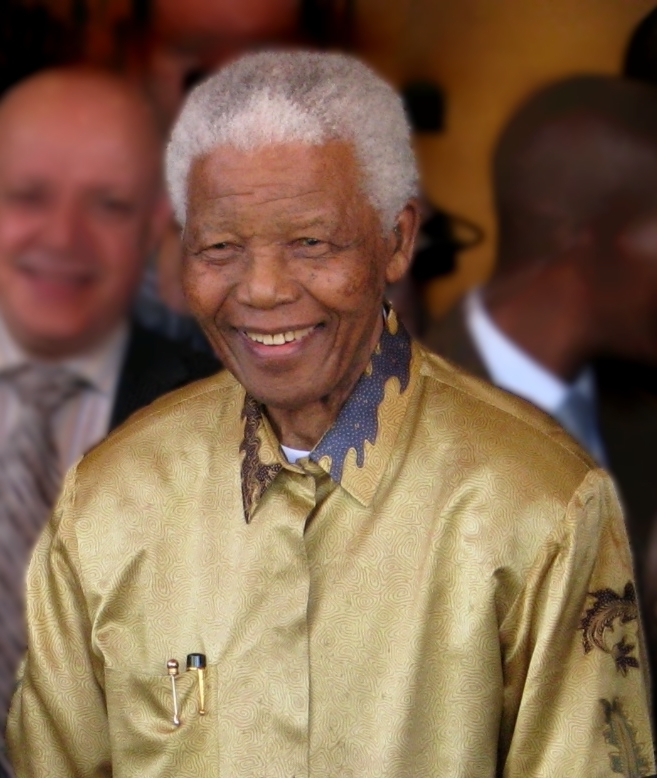
Nelson Mandela estudou para seu Bacharelado em Direito enquanto estava preso na Ilha Robben.

A educação prisional encontra-se, de modo geral, menos consolidada na África do que no mundo ocidental. A primeira prisão na Nigéria foi estabelecida em 1872; contudo, até 2010, nenhum programa educacional formal havia sido implementado pelo governo nigeriano; Em 1986, uma prisão lançou programas educacionais organizados, embora estes fossem geridos e financiados pelos próprios detentos. Após a morte do presidente de facto Sani Abacha, em 1998, muitos prisioneiros políticos foram libertados, atraindo ampla cobertura midiática sobre as "condições sombrias" enfrentadas – a prisão na Nigéria era vista como puramente punitiva, sem investimentos significativos em infraestrutura ou em programas de reabilitação, como a educação. A oferta educacional variava de unidade para unidade, geralmente limitando-se a aprendizados informais em ofícios essenciais à operação dos presídios. Contudo, em 2016, a Universidade Aberta Nacional da Nigéria estabeleceu centros de treinamento em seis prisões, oferecendo aos detentos um desconto de 50% em todas as taxas de matrícula.
Em 1961, a África do Sul passou a abrigar prisioneiros criminais e políticos em uma unidade localizada na Ilha Robben. Desde a inauguração da prisão, os detentos foram incentivados a estudar, e programas educacionais destinados a assegurar a alfabetização de todos os prisioneiros foram implementados. Apenas os detentos cujas famílias pudessem arcar com as taxas de matrícula tinham acesso a esses cursos, e o acesso à educação variou – melhorando e depois regredindo – conforme as mudanças nas políticas prisionais; ao final da década de 1960, os programas foram restringidos por receio de elevar excessivamente o moral dos detentos. Historiadores também sugerem que o sistema prisional temia que os prisioneiros se tornassem mais instruídos que os guardas. Os detentos podiam participar de cursos por correspondência através dos Programas Internacionais da Universidade de Londres; Nelson Mandela chegou a concluir um Bacharelado em Direito enquanto estava preso, embora seus privilégios educacionais tenham sido suspensos por quatro anos, após a descoberta de que ele estava escrevendo uma autobiografia – prática então proibida. Os esforços dos detentos para adquirir conhecimento político foram severamente dificultados pela política da prisão, que impunha o bloqueio ao acesso de prisioneiros a jornais, rádios e televisão. Tais restrições foram suspensas no final dos anos 1970; na década de 1980, Jeff Radebe liderou um programa de educação política na prisão. Em 1993, a educação passou a ser considerada um privilégio, e não um direito dos detentos. Cursos básicos de alfabetização eram ministrados por detentos remunerados, em vez de professores qualificados, e níveis mais avançados de ensino eram oferecidos apenas aos prisioneiros que pudessem pagar por cursos por correspondência.
Com o financiamento do Programa das Nações Unidas para o Desenvolvimento, um programa básico de alfabetização para detentos foi lançado em Gana em 2003, e, em 2008, todas as prisões passaram a oferecer educação aos detentos, embora a eficácia desses programas seja severamente comprometida pela escassez de recursos.

## Programas disponíveis
Os cursos de educação em prisões podem abranger desde aulas básicas de alfabetização e programas equivalentes ao ensino médio até a educação profissional e os programas de ensino superior. Atividades não formais que ensinam aos detentos novas habilidades, como oficinas de artesanato ou produções de teatro amador, também podem ser consideradas formas de educação. Da mesma forma, alguns países consideram os programas de reabilitação ou a Educação física como programas educacionais, enquanto outros não. Os programas educacionais oferecidos nas prisões são, normalmente, financiados pelo próprio sistema prisional, podendo ser geridos internamente ou terceirizados para prestadores externos. Em geral, a educação básica, o ensino médio e a educação profissional são gratuitos, embora alguns países exijam que os detentos ou suas famílias custeiem os cursos de Educação a distância. Em alguns casos, somente determinados cursos são gratuitos; na Dinamarca, os cursos por correspondência no nível básico e no ensino fundamental inferior são gratuitos, embora uma porcentagem dos cursos de nível superior deva ser paga pelo detento. Muitas prisões determinaram que os programas educacionais devem focar nas habilidades básicas de leitura e escrita, Por essa razão, alguns estabelecimentos não oferecem nenhum nível superior de educação. Já foi argumentado que tal abordagem cria uma lacuna no desenvolvimento de competências mais avançadas, e sugere, equivocadamente, que pessoas com apenas habilidades básicas deixarão de cometer crimes.
Em prisões do Reino Unido, os detentos podem acessar os empréstimos estudantis no Reino Unido concedidos pelo governo, assim como ocorre na Austrália. Grupos de caridade, como o Prisoners' Education Trust no Reino Unido, podem receber inscrições para bolsas de estudo de detentos que não têm condições de custear sua educação a distância. Tanto na Austrália quanto no Reino Unido, detentos que estão em prisão preventiva ou em hospitais não são elegíveis para estudos educacionais, tampouco detentos em prisão preventiva na Polônia. Em contrapartida, na Noruega e na Finlândia, os detentos em prisão preventiva não são mantidos separadamente e têm direito às mesmas oportunidades educacionais dos demais presos. Já na Dinamarca e na Suécia, os detentos em prisão preventiva têm direito a alguns programas educacionais, embora em menor escala do que os demais presos.

## Desafios
Muitas práticas pedagógicas convencionais se aplicam diretamente à educação em prisões, e considerações pedagógicas de senso comum costumam se revelar as mais eficazes, embora as restrições impostas pelo ambiente prisional possam dificultar sua implementação. Os programas educacionais em prisões são frequentemente considerados um "ato de equilíbrio delicado" entre a necessária cooperação com o sistema de justiça criminal e os esforços genuínos para oferecer experiências de aprendizagem significativas. Por exemplo, embora os professores desejem oferecer apoio contínuo, as prisões podem proibir que os detentos entrem em contato com eles fora do horário de aula para obter feedback e auxílio nos estudos. Em algumas instituições, os docentes podem ser obrigados a não se dirigir aos detentos pelo nome, chamando-os de "ofensores", o que dificulta o estabelecimento de uma relação de confiança entre professores e alunos, fator frequentemente considerado crucial para o sucesso da educação.
Outras barreiras à implementação e participação em programas educacionais nas prisões também existem. Os professores podem enfrentar o desafio de ministrar aulas para turmas com grande variação em idade, nível de instrução ou histórico profissional. Desafios semelhantes se apresentam em prisões para menores, devido às variadas necessidades acadêmicas e emocionais das crianças. As prisões costumam dar prioridade às questões de segurança em detrimento dos objetivos educacionais, o que restringe, por exemplo, a forma como determinados cursos profissionais são ministrados, em razão do receio de que os detentos possam fabricar armas. Medidas de segurança padrão, como contagens de cabeças e revistas, ocasionam interrupções frequentes. Se a prisão entrar em bloqueio, os detentos não poderão frequentar as aulas; tais bloqueios podem durar várias semanas.
Existe a percepção comum de que os detentos dispõem de muito tempo livre; contudo, na prática, é reservado a eles um tempo extremamente limitado para o acesso aos recursos educacionais. Os cursos de educação a distância têm sido, cada vez mais, ofertados exclusivamente on-line, o que representa uma barreira significativa, já que a maioria dos países não permite o acesso dos detentos à internet. Algumas prisões já introduziram tablets com conteúdos educacionais offline para contornar essa dificuldade.
A escassez de vagas disponíveis nos programas educacionais pode resultar em longas listas de espera para matrícula. Em alguns casos, os detentos podem não conseguir acesso à educação porque o tempo de espera é superior à duração de sua pena. Detentos estrangeiros podem enfrentar desafios adicionais devido às Barreiras linguísticas, pois podem ser considerados inelegíveis para realizar cursos se não dominarem suficientemente a língua oficial, além da dificuldade de encontrar tradutores disponíveis para auxiliá-los no aprendizado.
Uma das maiores barreiras para a educação em prisões é a frequente transferência de detentos entre estabelecimentos. Detentos podem ser transferidos a outro estabelecimento a qualquer momento por diversos motivos, como Superlotação carcerária, rebaixamento na classificação de segurança, comparecimento em audiências ou consultas médicas. Se um curso for ministrado internamente pela prisão, a transferência de um matriculado para outro estabelecimento implicará, na prática, a desistência do curso. Detentos cursando programas por correspondência precisarão informar seu provedor de curso, geralmente via correio, sobre a mudança de situação, ficando à mercê da boa vontade tanto do provedor quanto dos funcionários da nova instituição para que possam recuperar eventuais conteúdos perdidos. Caso o material didático seja extraviado ou danificado durante a transferência, os detentos terão de solicitar novamente ao provedor. A transferência entre estabelecimentos é uma das principais causas que levam os detentos a abandonarem os estudos no ensino superior.
Outras barreiras à educação em prisões incluem a escassez de pessoal docente, a falta de recursos educacionais nas Bibliotecas prisionais, a inexistência de uma sala dedicada para as aulas, a falta de equipamentos audiovisuais e computadores (ou simplesmente o acesso restrito a eles), a falta de um local adequado para estudar (células compartilhadas frequentemente não dispõem de mesas) e a ausência de espaços apropriados para atividades em grupo fora do horário das aulas. Educadores internos podem não receber treinamento adequado do sistema prisional para desempenhar suas funções, e a dificuldade de a prisão encontrar professores externos dispostos a trabalhar pelos baixos salários que o sistema pode oferecer. Departamentos governamentais que se cobram mutuamente por serviços também podem representar uma barreira. Por exemplo, o orçamento de uma prisão estatal pode não permitir arcar com as taxas estabelecidas por um provedor educacional estatal. Programas de educação em prisões também podem enfrentar falta de apoio ou oposição direta por parte dos funcionários do estabelecimento. Por exemplo, alguns agentes prisionais podem ressentir-se das oportunidades educacionais oferecidas aos detentos, pois eles próprios possuem baixa escolaridade, ou porque eles mesmos têm que pagar por sua própria educação enquanto os detentos a recebem gratuitamente. Detentos que precisam pagar pela matrícula podem, inclusive, hesitar em se inscrever, pois não receberão reembolso se forem impedidos de concluir o curso devido a bloqueios ou outras circunstâncias alheias à sua vontade. Muitos também evitam contrair empréstimos estudantis por receio de saírem da prisão com dívidas.
Além disso, os detentos podem hesitar em participar dos programas, pois a educação pode ser usada como instrumento de punição ou controle, já que os estudos são um privilégio que os agentes podem ameaçar retirar por motivos triviais.

## Reduções do recidivismo

### Taxas
O Recidivismo em muitos países é elevado, com taxas superiores a 50% não sendo incomuns. As taxas de recidivismo são difíceis de comparar entre os países, devido às diferenças nas leis e também ao que se considera recidivismo. Alguns países consideram como recidivismo o simples fato de ser novamente preso, enquanto outros contabilizam a recondenação ou o retorno à prisão. Ainda há pouca consistência quanto aos períodos de tempo medidos, Ademais, alguns países sequer divulgam esses números.

### Razões
Pessoas no sistema prisional de todo o mundo costumam ter níveis de escolaridade inferiores aos da população em geral, Os programas de educação em prisões visam reduzir o recidivismo aumentando a capacidade do detento de conseguir emprego após a liberação. Um estudo realizado no Reino Unido, em 2002, constatou que o emprego reduzia em pelo menos um terço a chance de um ex-detento reincidir, e uma Meta-análise conduzida pela RAND Corporation, que realizou uma busca abrangente na literatura de estudos divulgados nos EUA entre 1980 e 2011, concluiu que a participação em cursos educacionais aumentava em 13% a probabilidade de um detento conseguir emprego após a liberação. A meta-análise da RAND Corporation apontou, em média, uma redução de 13% na reincidência entre os detentos que participaram de programas educacionais, e uma meta-análise de 57 estudos realizados nos EUA entre 1980 e 2017 encontrou uma redução média de 32% no recidivismo. Uma meta-análise realizada entre 1980 e 2023 encontrou uma redução geral de 24% no recidivismo e uma redução de 12,4% quando considerados apenas os estudos realizados a partir de 2010, que foram considerados de melhor qualidade. Um programa educacional criado pela Bard Prison Initiative apresentou uma taxa de recidivismo de 4% para aqueles que apenas participaram do curso e 2,5% para os que o concluíram.

### Efeitos

#### Desenhos de estudo
Estudos observacionais acerca dos efeitos da educação no recidivismo têm sido criticados pela viés de auto-seleção: argumenta-se que o recidivismo não decorre dos cursos em si, mas reflete as atitudes positivas daqueles que se voluntariam para participar. Tentativas "quase-experimentais" de controlar esses vieses com teste de diferença pareadas encontraram que o efeito na redução do recidivismo persiste. Ensaios que atribuíram aleatoriamente detentos a um grupo de tratamento ou a um grupo de controle – eliminando assim a auto-seleção – encontraram efeitos similares.

#### História e resultados
Nos EUA, poucos estudos investigaram a relação entre programas educacionais e recidivismo antes da década de 1970. O primeiro estudo foi realizado no Penitenciária de Ohio em 1924 e examinou 200 detentos que haviam concluído cursos por correspondência. Os resultados, que indicaram que os detentos participantes do programa tiveram maior "sucesso" após a liberação, estabeleceram o primeiro vínculo, nos EUA, entre educação em prisões e a redução do recidivismo. Em 1948, um estudo realizado em uma prisão estadual de Wisconsin examinou 680 presos que participaram de estudos em tempo integral durante dois anos após a liberação. Os resultados indicaram uma diminuição "pequena, mas estatisticamente significativa" no recidivismo. O primeiro estudo extenso para examinar essa relação foi denominado Project Newgate. Iniciado em 1969 e acompanhando 145 detentos em Minnesota por cinco anos, os resultados indicaram que os participantes do programa educacional tinham mais de 33% menos chance de retornar à prisão. Outros estudos da época não foram unânimes. Meta-análises de 1975 e 1983 concluíram que, embora os programas educacionais em prisões fossem benéficos para os detentos, seus efeitos sobre o recidivismo eram inconclusivos; os métodos utilizados nessas meta-análises foram considerados de baixa qualidade pelos padrões modernos. Estudos posteriores, entretanto, mostram de forma consistente que os programas educacionais reduzem as taxas de reincidência.

## Custo e benefícios financeiros
Em 2013, o custo de fornecer educação a um detento nos Estados Unidos variava entre US\$ 1.400 e US\$ 1.744 por ano, enquanto o custo de encarceramento girava em torno de US\$ 28.323 a US\$ 31.286 por preso, já no Canadá o custo médio era de CA\$ 2.950 por ano para a educação e US\$ 111.202 para o encarceramento por detento masculino; detentos do sexo feminino geravam um custo aproximadamente duas vezes maior para o sistema carcerário. No Reino Unido, os cursos de educação que se correlacionam com a redução do recidivismo são avaliados em cerca de £ 250 cada, enquanto o custo médio anual de encarcerar cada detento é de £ 37.648. Na Austrália, em 1988, o custo de encarcerar um detento era de cerca de AU\$ 40.000 por ano, enquanto o orçamento total para a educação na Bathurst Correctional Complex era de AU\$ 120.000 anuais. Para que o programa daquela prisão fosse considerado economicamente viável na época, bastaria manter um preso fora da prisão por três anos. Em 2023, o custo médio de encarcerar um detento na Austrália é de AU\$ 153.895 por ano.
Estudos demonstraram que, devido ao aumento do emprego e à diminuição do recidivismo associados à educação em prisões, as economias para a sociedade superam os custos dos programas. Um estudo de 2003 constatou que um programa educacional em prisões em Maryland reduziu o recidivismo em 20%. Analistas governamentais estimaram que o programa economizava aos cofres públicos mais de US\$ 24 milhões por ano, considerando apenas os custos de reencarceramento. No Estado de Washington, o custo da educação pós-secundária em prisões, em 2016, era de US\$ 1.249 por detento, enquanto a economia financeira total por detento decorrente dos cursos foi de US\$ 26.630. Em 2019, o Washington State Institute for Public Policy concluiu que havia 100% de chance de que os programas de educação pós-secundária gerassem benefícios superiores aos custos dos cursos, enquanto a educação profissional e a alfabetização básica apresentaram 98% de chance de serem economicamente viáveis, com economias líquidas de US\$ 17.226 e US\$ 11.364 por detento, respectivamente. Uma meta-análise realizada nos EUA entre 1980 e 2023 encontrou retornos econômicos positivos para todos os programas de educação, variando de um retorno adicional de 61,15% sobre o investimento inicial para a educação universitária a 205,12% para os cursos profissionalizantes. O menor retorno observado para os estudos universitários se deve ao alto custo dos cursos, e não à ineficácia da educação. Estimativas acerca da relação custo-benefício da educação em prisões tendem a ser conservadoras, pois não conseguem mensurar as economias indiretas decorrentes de um menor número de vítimas e do alívio na sobrecarga dos sistemas policiais, judiciais e de assistência social. Os cofres públicos também economizam com ex-detentos que, ao conseguirem emprego, passam a pagar impostos, têm maior capacidade de sustentar suas famílias e se tornam menos dependentes de assistência financeira pública. Um estudo de 2004, da Universidade da Califórnia, Los Angeles, concluiu que gastar US\$ 1 milhão em educação prisional previne cerca de 600 crimes, enquanto o mesmo montante gasto com encarceramento previne apenas 350 crimes.

## Alocação de financiamento e prevalência
Tanto a disponibilidade e a taxa de participação nos programas de educação em prisões quanto o financiamento destinado a esses programas variam significativamente ao redor do mundo. Muitas vezes, é difícil obter dados precisos sobre a quantia destinada à educação prisional, já que os recursos podem não vir de um orçamento exclusivo, mas de diversas fontes. Em alguns casos, cada prisão recebe uma quantia fixa e o diretor da prisão decide quanto, se é que algo, será investido em educação. Uma pesquisa realizada em 2012, financiada pela Comissão Europeia, constatou que, entre 31 países europeus, a maioria relatou nenhuma mudança no orçamento destinado à educação prisional nos três anos anteriores. Em três países, o financiamento para a educação geral diminuiu, enquanto em quatro houve aumento. Os países que reduziram os recursos aparentaram também ter diminuições no orçamento geral do sistema prisional, enquanto os que relataram aumentos podem ter refletido apenas o crescimento da população carcerária e o consequente aumento dos gastos globais. O orçamento para a educação em prisões na Noruega passou de NOK 107 milhões em 2005 para NOK 225 milhões em 2012. Nos EUA, a taxa de gastos com educação prisional diminuiu, mesmo com o aumento do orçamento do sistema prisional. Em 2010, 29% dos orçamentos prisionais eram destinados à educação – a menor taxa em três décadas; em 1982, a taxa era de 33%. O financiamento para programas de ensino superior foi reduzido de US\$ 23 milhões em 2008 para US\$ 17 milhões em 2009. Em Honduras, a partir de 2012, 97% do orçamento do sistema prisional era destinado integralmente aos salários dos funcionários e à alimentação, deixando quase nenhum recurso para saneamento ou outros serviços.
Um estudo de 1994, envolvendo 34 países, constatou que metade oferecia programas básicos de alfabetização aos detentos, e um terço disponibilizava algum nível de educação superior. Em 2004, 27% dos detentos nos EUA participaram de algum curso educacional, e, em 2005, entre 35% e 42% das prisões dos EUA ofereciam programas de ensino superior. No período de 2009–2010, 6% dos detentos nos estados participantes estavam matriculados em algum programa de ensino superior. Embora alguns países europeus enfrentem dificuldades no acesso à educação para detentos, ela é amplamente disponível – ou até obrigatória – em outros. Na Alemanha e nos Países Baixos, por exemplo, os presos são obrigados a trabalhar e a estudar durante o cumprimento da pena. Em 2013, entre metade e três quartos dos detentos na Alemanha participavam de programas educacionais. A educação em prisões é considerada excepcionalmente boa na Noruega; por lei, todos os detentos devem ter acesso aos cursos educacionais. Leis semelhantes estão em vigor na Áustria, e na Dinamarca. Em 2017, a União Europeia financiava uma escola prisional na Jamaica.
Em 1996–1997, a taxa de detentos que participavam de cursos educacionais na Austrália variava de 28% em Austrália Meridional a 88% em Nova Gales do Sul, com uma média de 57%. Para o período de 2006–2007, a média nacional foi de 36,1%. Um relatório de 2014 constatou que a diminuição na participação se deve à incapacidade dos cursos educacionais prisionais em todo o país de acompanhar o crescimento da população carcerária. Em 2022–2023, a média nacional foi de 25,8%, com a educação profissional alcançando a maior taxa de participação, 18,0%, e o ensino superior a menor, com 1,5%. Em todos os estados e territórios da Austrália, a demanda por educação prisional excede significativamente a disponibilidade de vagas.
Um relatório de 1990 realizado pela Human Rights Watch que visitou sete prisões na Indonésia constatou que todas ofereciam algum tipo de aula de alfabetização básica, embora muito pouca educação além desse nível fosse ofertada. Em duas das prisões, a "educação religiosa" era obrigatória. Em 1991, 561.000 detentos na China participaram de cursos educacionais e 546.000 receberam certificado de conclusão; havia 1,2 milhão de presos na China naquele ano. Em 2016, apenas uma das 14 prisões de Singapura possuía uma escola para detentos. Contudo, a participação nessa instituição vem aumentando: em 2015, 239 detentos prestaram exames do Certificado Geral de Educação, comparado a 210 em 2012.

## Oposição
Os programas de educação em prisões não estão isentos de oposição. Geralmente, há pouca simpatia pública pelos presos, e a questão costuma não ter prioridade política, pois o apoio a ela dificilmente agrega votos. A falta de apoio à educação prisional tem sido associada à cobertura Sensacionalismo da mídia sobre crimes, com ênfase desproporcional em delitos violentos, o que perpetua o medo do crime. Isso, por sua vez, leva a uma vontade política de ser visto como “duro no crime”. Segundo a Assembleia Geral das Nações Unidas, a “disposição dos políticos” em refletir esses medos tem levado a uma “relutância em consagrar o direito dos presos à educação”.
Entre os argumentos contrários à educação prisional estão que os detentos não merecem o direito à educação, que fazê-lo seria ser “blando com o crime” e que é um desperdício do dinheiro dos contribuintes. Também se argumenta que oferecer educação gratuita aos presos é, na prática, premiá-los por terem cometido crimes, sendo injusto que os detentos recebam educação gratuita enquanto cidadãos cumpridores da lei precisam pagá-la. De acordo com o criminologista Grant Duwe, a reclamação de que oferecer educação gratuita aos presos os trata melhor que os cidadãos comuns é válida, mas a prática deve ser incentivada pelos significativos benefícios financeiros para os contribuintes decorrentes da redução da criminalidade.
Em 2014, o governador de Nova Iorque, Andrew Cuomo, propôs alocar US\$ 1 milhão do orçamento de US\$ 2,8 bilhões destinados às prisões para financiar um programa universitário para detentos. A proposta contou com o apoio de 53% dos eleitores; contudo, enfrentou críticas de parlamentares e da Partido Republicano (Estados Unidos), dos quais 68% se opuseram. A proposta foi, então, retirada e substituída por um programa financiado de forma privada. Esforços para ampliar a educação prisional no estado australiano de Queensland, promovidos pelo Partido Trabalhista, frequentemente encontram oposição do Partido Liberal da Austrália; em 2016, o então Ministro-sombra da Polícia, Jarrod Bleijie, afirmou que a prisão “não deve ser um lugar onde se invista tanto dinheiro para garantir que os detentos tenham uma educação melhor do que a dos nossos filhos”.